# Rafael Pedroza (boxe anglaise)
Rafael Pedroza est un boxeur panaméen né le 27 mars 1955 à Colón.

## Carrière
Passé professionnel en 1974, il perd deux championnats du monde des poids mi-mouches en 1977 et 1979 mais devient champion du monde des poids super-mouches WBA le 5 décembre 1981 après sa victoire aux points face à l'argentin Gustavo Ballas. Pedroza est battu dès le combat suivant par Jiro Watanabe le 8 avril 1982 puis met un terme à sa carrière de boxeur.